# 行使假文件
行使假文件（Uttering a forged document）是加拿大《刑事法典》中的一項刑事罪行，定於第368節「偽造文件」。這項罪行的最高刑罰是監禁10年。

## 參閱
- 偽造文書

## 外部連結
- 加拿大刑法典－第368節 （页面存档备份，存于）